# Paraspastis circographa
Paraspastis circographa är en fjärilsart som beskrevs av Edward Meyrick 1915. Paraspastis circographa ingår i släktet Paraspastis och familjen plattmalar. Inga underarter finns listade i Catalogue of Life.